# Bourrée (taniec)

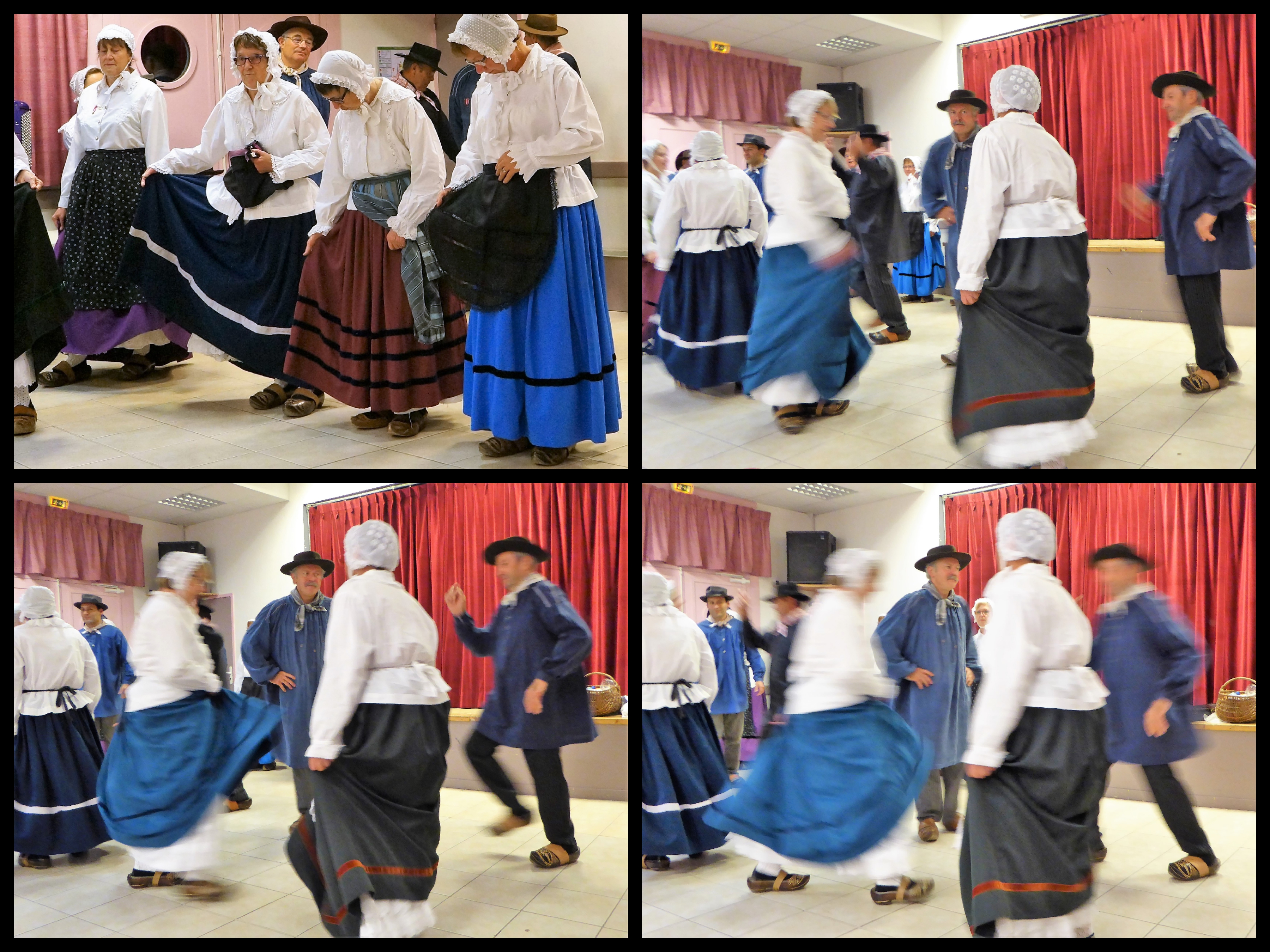
Bourrée

Bourrée [buré] – starofrancuski taniec ludowy utrzymany w szybkim tempie, w metrum parzystym (2/4, 4/4), z przedtaktem, zwykle z odbitką ćwierćnutową; występuje w suicie barokowej.